# Заслужений художник України
Заслужений художник України — державна нагорода України — почесне звання України, яке надається Президентом України відповідно до Закону України «Про державні нагороди України». Згідно з Положенням про почесні звання України від 29 червня 2001 року, це звання присвоюється:
|  | діячам образотворчого і монументального мистецтва за створення видатних творів у галузі живопису, скульптури, графіки, декоративного і прикладного мистецтва, що дістали високу оцінку вітчизняної та міжнародної громадськості |

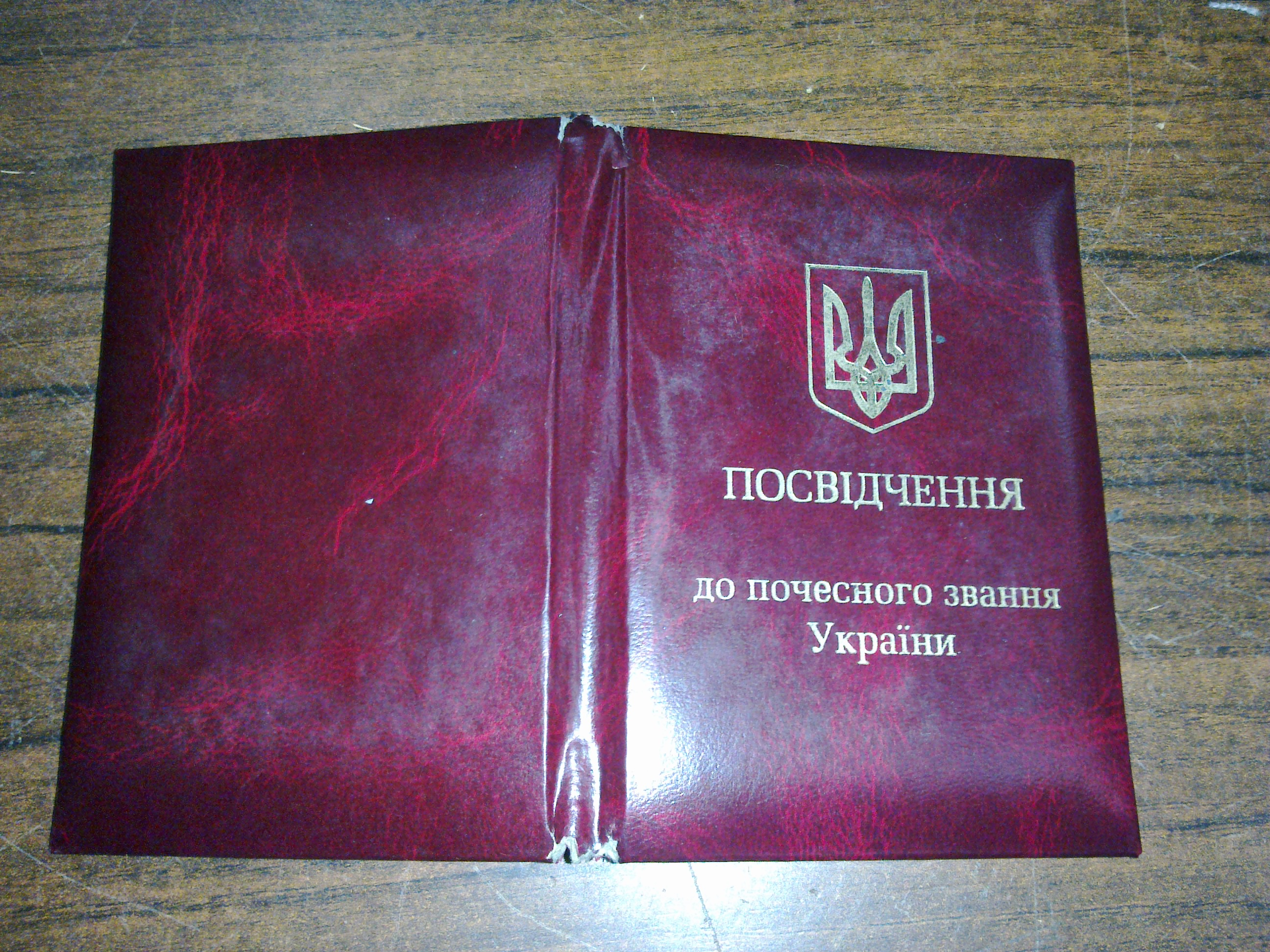
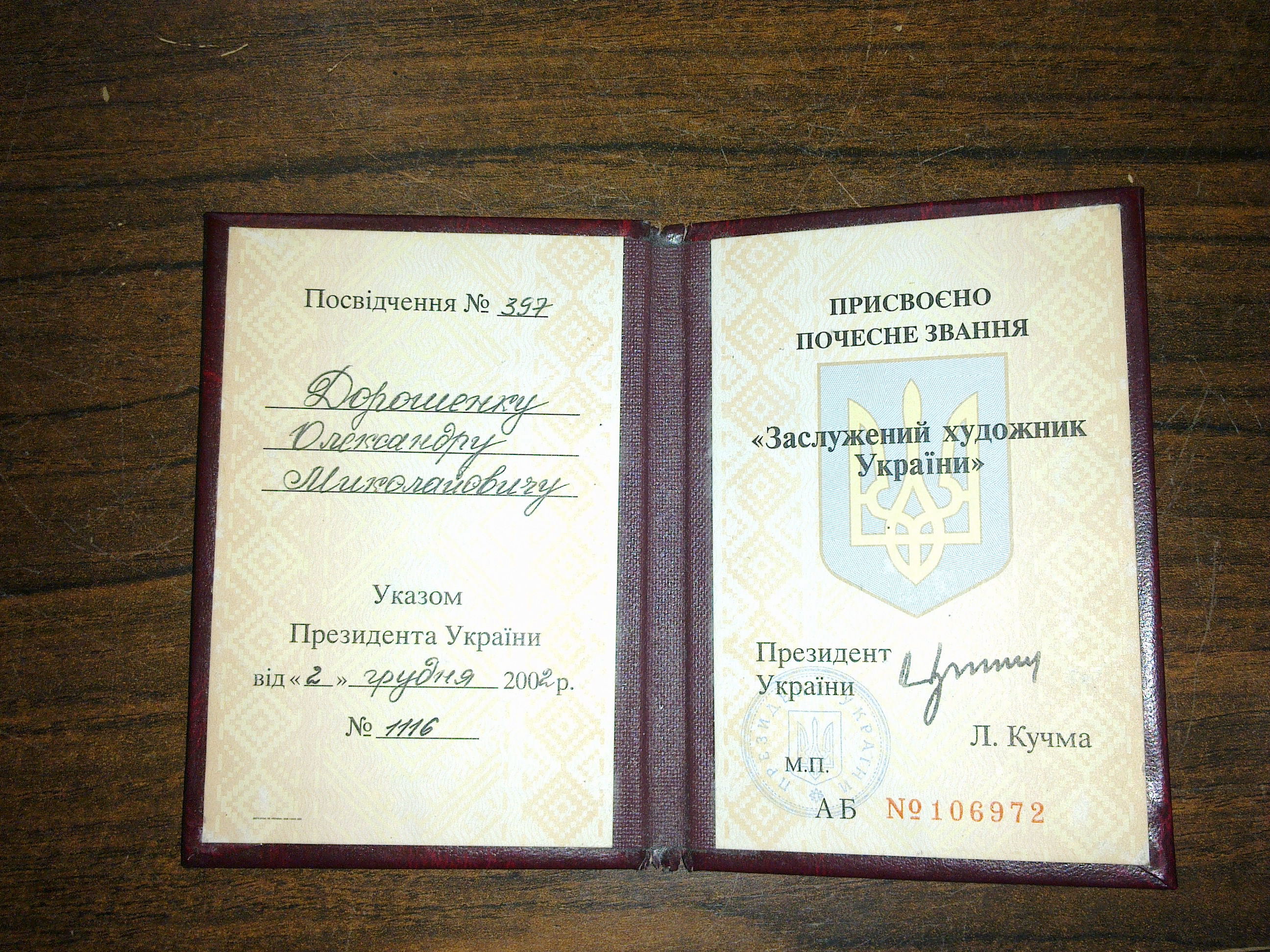

В Українській РСР з 21 березня 1972 року присвоювалося почесне звання Заслужений художник Української РСР.